# Pandineum spanum
Pandineum spanum är en mångfotingart som beskrevs av Chamberlin 1962. Pandineum spanum ingår i släktet Pandineum och familjen storjordkrypare. Inga underarter finns listade i Catalogue of Life.